# Реріх Костянтин Едуардович
Костянти́н Едуа́рдович Ре́ріх (рос. Константин Эдуардович Рерих; нар. 23 квітня 1878, село Соловіївка Радомисльського повіту Київської губернії, нині Брусилівського району Житомирської області — пом. 13 квітня 1936, Дніпропетровськ) — український і російський механік, учений у галузі теорії механізмів і теорії регулювання, педагог, професор (1916).

## Біографія
Закінчив Київське реальне училище (1894).
1909 року закінчив Петербурзький технологічний інститут. У 1910—1912 роках перебував у закордонному відрядженні.
Від 1912 року працював у Петербурзькому технологічному інституті (від 1916 року — професор). Від 1919 року — професор Катеринославського (згодом — Дніпропетровського) гірничого інституту (нині Національний гірничий університет України). Помер 13 квітня 1936 на посаді завідувача кафедри теплотехніки Дніпропетровського інституту інженерів транспорту ім. Л. М. Кагановича.

## Наукова діяльність
Основні дослідження Костянтина Реріха стосуються теорії механізмів, теорії регулювання, теплотехніки. Низку робіт присвячено застосуванню методу теорії планів швидкостей і прискорень. Важливе значення мала монографія Реріха «Теорія регулювання машин» (1916), яка подавала багато відомостей з історії науки й техніки.